# Ophistreptus contortus
Ophistreptus contortus är en mångfotingart som först beskrevs av Henri W. Brölemann 1905.  Ophistreptus contortus ingår i släktet Ophistreptus och familjen Spirostreptidae. Inga underarter finns listade i Catalogue of Life.